# Skultorp
Skultorp is een plaats in de gemeente Skövde in het landschap Västergötland en de provincie Västra Götalands län in Zweden. De plaats heeft 3534 inwoners (2005) en een oppervlakte van 259 hectare.

## Verkeer en vervoer
Bij de plaats loopt de Riksväg 26.